# Tripitas
Las tripitas son un plato típico de la gastronomía boliviana.

## Ingredientes, preparación y consumo
Los ingredientes son tripas de res, papa hervida y mote (a veces chuño). Antes de comenzar se deben lavar muy bien las tripas, al menos unas seis veces, y una vez limpias se las deja cociendo en agua durante cuatro o más horas, hasta que queden blandas. La papa, por su parte, primero se hierve. Estos procesos se llevan a cabo en la madrugada, si es que la tripita se comercializará por la noche en la calle. Después de esto, los ingredientes  se fríen con un poco de aceite y sal hasta que se doren. Luego se comen calientes con llajua o salsa picante de maní.

Dice una vendedora de tripitas de la Av. Heroínas, en Cochabamba: 
Recogemos las tripas a las 4 de la mañana, a las 6 empezamos a lavar todo, sacando las grasitas y partimos las tripitas. Todo el cocinado se hace hasta las 2 de la tarde. Luego venimos a las 5 a la [Avenida] Heroínas.
Por lo general, las tripitas se comen se consumen en las calles a cualquier hora del día, sobre en la ciudad de Cochabamba, aunque su consumo se ha extendido a otros departamentos. Los precios suelen ser accesibles, dado que las tripas son un corte barato.